# Newton Park
Il Newtown Park è uno stadio di Wellington, Nuova Zelanda.
Lo stadio può contenere circa 5 000 spettatori.